# Woodman (hrabstwo Grant)
Woodman – wieś w Stanach Zjednoczonych, w stanie Wisconsin, w hrabstwie Grant.